# 东村 (纽约市)
东村（英語：East Village）是美國纽约市曼哈顿区的一片街区，位于格林尼治村以东，格拉梅西公園和史岱文森镇以南，下东城以北。东村的边界没有明确界线，但通常认为是指百老汇或包厘街以东到东河，介于14街和豪斯頓街之间的地区。
早年该区有許多俄羅斯裔、烏克蘭裔、以及猶太裔居民，並被被视为下东城的一部分，但在1960年代，當地低廉的租金以及自 1950 年代以來披頭族在此打下的基礎吸引了许多艺术家、音乐家、学生和嬉皮士开始搬到该区。这一街区成为纽约反文化的中心，是许多艺术活动的发源地，包括朋克摇滚和新波多黎各文学运动（英語：Nuyorican）。東村也是許多抗议和骚乱的發生地点。 
尽管近几十年来，士绅化已经多少改变了东村的风格，但它仍然以其多元化的社会、充满活力的夜生活和艺术感受力而著称。

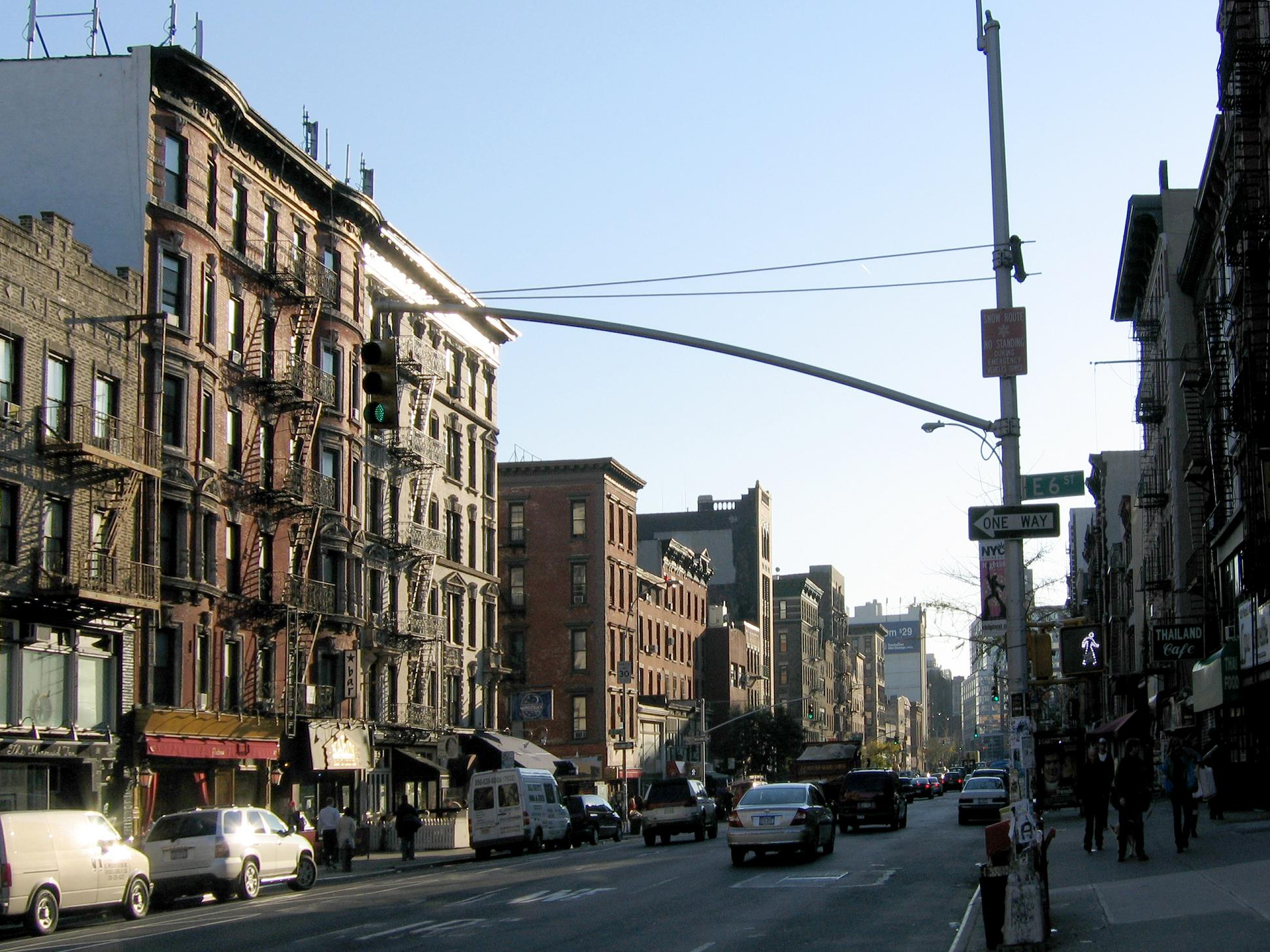